# 阿貝湖
阿貝湖是埃塞俄比亞和吉布提邊境的鹹水湖，六個相連湖泊的一員，是阿瓦什河終點。
阿貝湖位於三個以不同速度分離的板塊的中心點。西岸有高1069米的睡火山大馬阿里山（Mount Dama Ali），西南和南部湖岸是大片闊度10公里的鹽原（salt flats）。
阿貝湖有紅鸛棲息，而高50米的石灰岩煙囪不斷冒出蒸氣。湖岸居住阿法爾人。

### 外部連結
- （法文） Photos of Lake Abbe （页面存档备份，存于）
- ILEC database entry for Lake Abbe